# Стребкова Наталія Валентинівна
Наталія Валентинівна Стребкова "Зоряна" (20 лютого 1977, Полтава — 15 квітня 2022, Маріуполь) — сержант Національної гвардії України. Служила сержантом з матеріального забезпечення 1 батальйону оперативного призначення ОЗСП «Азов». Учасниця російсько-української війни, що загинула під час повномасштабного вторгнення в Україну.

## Біографія
У Полтаві працювала перукаркою у салоні краси.
У 2015 році  познайомилася з чоловіком, військовим «Азову», переїхала жити у місто Маріуполь.
У 2017 році стала діловодом загону спеціального призначення «Азов».
Восени 2018 року закінчила курси сержантів і отримала звання молодшого сержанта.
За декілька діб до початку повномасштабного вторгнення росії, разом з чоловіком вивезла з Маріуполя до своїх друзів собаку і документи та повернулись захищати місто. Наталя виконувала обов'язки діловода, кухаря, медичної сестри, зв'язківця.
15 квітня 2022 року у віці 45 років загинула від потрапляння багатотонного снаряда у бомбосховище на території металургійного комбінату "Азовсталь"..
Залишилися чоловік, діти та онуки. Зять Олександр Шматко "Шульц" також служив в Азові з 2014 по 2017 рік, загинув 11 листопада 2023 року біля селища Ямпіль на Донеччині.
4 серпня 2022 року Наталію кремували в Києві. 23 грудня 2022 року після повернення чоловіка Олексія Стребкова з російського полону відбулася прощальна церемонія в місті Полтава. Похована на території Лук'янівського кладовища у м. Києві.
10 березня 2023 року на сесії Полтавської міської ради вулиця Роз'їзна була перейменована на вулицю Наталії Стребкової.
Платформою пам'яті Меморіал створено документальний фільм про життя та подвиг Наталії Стребкової "Зоряна | Стрічка пам'яті сержантки полку «Азов» Наталії Стребкової"

## Нагороди
- орден «За мужність» III ступеня (2022, посмертно) — за особисту мужність і самовіддані дії, виявлені у захисті державного суверенітету та територіальної цілісності України, вірність військовій присязі.
- відзнака Полтавської міської територіальної громади "ЗАХИСНИК УКРАЇНИ - ГЕРОЙ МІСТА ПОЛТАВА", 06.02.2025.[8]